# Revista Oficial Nintendo
Revista Oficial Nintendo (anciennement Nintendo Acción) était un magazine espagnol qui traitait de l'univers vidéoludique de Nintendo. Il est fondé sous le titre Nintendo Acción en décembre 1992 et édité par Hobby Press. Il est racheté par la maison d'édition allemande Axel Springer, en 1998. Il est renommé Revista Oficial Nintendo pour le numéro 229 en décembre 2011 en raison de problèmes d’unification de la marque. Il est arrêté le 14 décembre 2018 en raison de faibles ventes, après 26 ans et 316 numéros publiés,,,,,.